# Opel Senator
El Opel Senator (en otros mercados fue denominado a través de las diferentes divisiones de General Motors como Chevrolet Senator (Latinoamérica), Daewoo Imperial (Corea del Sur), Vauxhall Royale / Vauxhall Senator (Reino Unido) es un automóvil de lujo del segmento E desarrollado y comercializado por Opel entre los años 1978 y 1993. Estuvo disponible en carrocería sedán y durante su primera generación estaba también disponible con una carrocería coupé fastback conocida como Monza. Tuvo una posición entre las berlinas ejecutivas, del segmento E, y las de representación, del segmento F, debido a las dimensiones y al equipamiento que presentaba, fue ensamblado en la planta de Opel de Rüsselsheim am Main, Fráncfort del Meno, Alemania.
Su vida comercial consistió en dos generaciones, la primera, conocida como Senator A, duró desde febrero de 1978 hasta mayo de 1987, así como el derivado Monza, los cuales se basaron en una plataforma alargada del Rekord, y una segunda generación, denominada Senator B, duró desde mayo de 1987 hasta mayo de 1993, este se basa en la plataforma alargada del Omega A. Compitió contra los Audi 100/200 y V8, BMW Serie 5 y Serie 7, Citroën CX y XM, Ford Granada y Scorpio, Mercedes-Benz Clase E y Clase S, Renault 25 y Safrane, Saab 9000 y Volvo 760.
El cese de desarrollo del Senator vino en la primavera de 1993, su sucesor designado por la firma germana fue el Opel Omega de segunda generación.

## Historia
Desde 1950 a 1964 en Alemania, Opel vendió la mayor cantidad de vehículos de seis cilindros con los modelos Kapitän pero esto cambió en la primavera de 1964 con la aparición de la primera serie KAD (Kapitän, Admiral y Diplomat), de las cuales solo se vendieron 89.277 en otoño de 1968, mientras que el modelo anterior (Kapitän P 2.6) vendió alrededor de 140.000 unidades. La primera serie KAD no solo era considerablemente más grande que el de la generación anterior. El diseño y el formato expansivos, que recuerdan a los modelos estadounidenses, y los motores V8 de hasta 5.4 litros de producción estadounidense tampoco satisfacían el gusto del público europeo en la misma medida que los modelos Kapitän anteriores para el apogeo del milagro económico.
A principios de 1969, Opel presentó la serie KAD B, aunque era 4,8 cm más corto, 1,5 cm más plano y 5 cm más estrecho que sus predecesores y tenía un confort de marcha muy mejorado gracias a un eje trasero De Dion, estas mejoras no pudieron detener la tendencia a la baja en las cifras de ventas; Desde mediados de la década de 1960, Mercedes-Benz y, cada vez más, BMW dominaron la clase de lujo en Alemania y en el resto del continente europeo (Audi por aquel entonces no se establecería como firma independiente hasta 1965 y no alcanzaría su posición en el lujo hasta la década de 1980). En el verano de 1977, la serie fue retirada del mercado después de que solo se hubieran vendido 61.619 vehículos.
El trabajo de desarrollo de una serie sucesora de Admiral y Diplomat, que continuó hasta principios de la década de 1970, se interrumpió sobre todo como resultado de la primera crisis del petróleo acometida en los años 1973 y 1974, y los cambios asociados en las necesidades de los clientes. Finalmente, Opel se dio cuenta de que se había vuelto imposible para un fabricante masivo tener éxito en el segmento de lujo.
En consecuencia, los modelos Senator y Monza presentados en mayo de 1978 se planificaron inicialmente como reemplazo del Commodore B de seis cilindros, que se había ofrecido como sedán y cupé desde principios de 1972 hasta el verano de 1977. Sin embargo, las primeras pruebas públicas internas no salieron como se esperaba, ya que las personas encuestadas calificaron los vehículos por encima de lo que habían anticipado los estrategas de modelos de Opel, con el resultado de que ambos modelos se compararon inicialmente con vehículos de clase de lujo en las primeras pruebas de la prensa del motor:
En 1978, después de su salida al mercado en febrero, Auto Zeitung comparó al Senator con el Mercedes-Benz 280 SE (W116) y el BMW 730 (E23), el Monza se comparó con el BMW 630 CS (E24), que era más de 10.000 marcos más caro (equivalente a 850.693 pesetas españolas en aquella época). Como resultado de la prueba, el Senator ganó porque era más cómodo, más dinámico y más barato de comprar.
Tras las pruebas de prensa, Opel publicó un folleto para los vendedores de la red de concesionarios de Opel, que bajo el título Monza, en comparación, decía: “Al igual que el Senator, el Monza también apunta a la gama media y alta con sus características y cualidades sobresalientes en el segmento de la clase de autos grandes, en la que Mercedes-Benz y BMW previamente marcaron la pauta.”. El enfoque de la publicación fue identificar las ventajas del Monza, así como también las ventajas y las debilidades del Mercedes-Benz 280 C/CE, BMW 630 CS/633 CSi, Porsche 924 y el Rover 3500.
Sin embargo, la base técnica y visual de Senator A, Monza A y del Commodore C presentado en otoño de 1978, eran basadas en la plataforma alargada del Rekord E: todos los modelos usaban el mismo cuerpo básico con un frente extendido para acomodar el motor de seis cilindros en línea, que Opel llamó el hocico olfateador, ya que la sección del faro ya no estaba colocada verticalmente en la corriente de aire, sino que estaba aerodinámicamente inclinada hacia atrás y el parachoques sobresalía de perfil. El Senator tenía una vista lateral de diseño diferente, reconocible externamente por la tercera ventana lateral, y una parte trasera representativa con luces traseras que parecían casi negras. En lugar del eje rígido trasero guiado por cuatro brazos de arrastre y una barra Panhard en los modelos Rekord y Commodore, el Senator y Monza también tenían un eje de brazo semirremolque técnicamente más complejo.

## Senator A (1978-1987)

### Senator A1 (1978-1982)
El Senator A1 tanto como su variable Monza A1, una versión de tres puertas coupé fastback (que fue planeado como un sucesor para el coupé Opel Commodore) se presentaron en la IAA en septiembre de 1977 y empezó a fabricarse a partir de febrero de 1978, basándose ambos modelos en una plataforma alargada del Rekord E. Estos modelos fueron los primeros modelos de Opel que tienen suspensiones de una sola rueda en la parte posterior y resortes de minibloque en el eje trasero. Inicialmente, el cliente tenía la opción entre dos motores: el 2.8 s, de 2.8 litros conocido y revisado del Admiral/Diplomat, que hizo 103 kW (140 CV) y estaba equipado con un carburador de doble registro de Solex, y el motor 3.0 E con 3.0 litros y una salida de 132 kW (180 CV), que tenía una inyección electrónica de gasolina Bosch-l-jetrónica, se añadió a este nuevo modelo. A partir de agosto de 1978, el senador 3.0 s de 3.0 litros, 110 kW (150 CV) y un carburador de doble registro de Solex también estaba disponible. Sin embargo, este último no tuvo demasiadas ventas. Equipado como estándar con una transmisión de 4 velocidades, el Senator también estaba disponible opcionalmente desde julio de 1979 con un sistema de 5 velocidades.
Tanto el Senator como el Monza se dieron como versiones básicas con un interior que se podía elegir entre los colores rojo, verde, beige, azul o negro, en el que, en contraste con el Rekord y Commodore, casi todos los detalles estaban armoniosamente coordinados. El tablero correspondía al del Rekord/Commodore, solo esto se basaba en el color del interior restante. Las cubiertas de los asientos usaron dos telas diferentes (de terciopelo) que también se usan en Ascona/Manta B. También había llantas de acero como en el Commodore.
El paquete C ofrecía tiras de mejora de madera en el tablero (solo en el tablero del Senator básico, pero no en el Monza básico), así como en el revestimiento de la puerta y un supremo, que incluía las mismas cubiertas de asiento que también se usaban en Rekord/Commodore. Tacómetro y dos instrumentos de cabina adicionales para el voltaje a bordo y la presión de aceite fueron tan estándar como las llantas de aleación de 5 radios de 14 pulgadas de Ronal (como estándar en la base de Monza) y franjas decorativas estrechas en los flancos laterales que se combinaban con los colores del exterior y/o del interior. El paquete C fue acompañado por un conjunto de herramientas estándar.
También estaba el paquete S y la para el Monza estaban disponibles en el equipo básico y el C, el paquete S consistía en que tenía una rejilla negra en lugar de cromo, instrumentos de cabina adicionales, un ajuste de chasis más apretado y un emblema "S" en los horarios delanteros y una herramienta establecido incluido.
El CD de la línea de equipo superior solo estaba disponible como estándar en cinco colores metálicos (oro blanco, verde ópalo, azul aguamarina, astrosilber, Akatrot). No se pudo combinar con el paquete S, en el exterior de los marcos de las ventanas negras y las bordes de aluminio con contraste negro y un emblema de "CD" (hasta agosto de 1979), que estaba unido al costado de los guardabarros delanteros (desde agosto de 1979) y en el medio del volante.
Además, el CD del Senador incluyó ajuste de altura del volante, transmisión automática, aire acondicionado, elevadores eléctricos, bloqueo central, calefacción de asiento, ruedas de metal ligero, complejo de lavacristales de faro, y radio/casete estéreo jugador. Solo estaba disponible con el motor de inyección de 3.0 litros. Los conjuntos de asientos fueron completamente abarcados (en lugar de solo en los asientos) con terciopelo y se pelearon nuevamente. El baúl estaba completamente forrado con una alfombra de terciopelo. El interior de cuero opcional solo estaba disponible en el color marrón oscuro. Para colocar la variante de CD significativamente hacia arriba, Opel incluso renunció a un acoplamiento de remolque para estos vehículos.
Tanto el senador como Monza fueron celebrados en su aparición por la prensa de automóviles (incluido Auto Motor und Sport) como un nuevo comienzo serio para Opel en la clase media alta. Las pocas críticas se referían principalmente a la similitud del cuerpo y al interior entre el Senator/Monza y el Rekord E. La crítica estaba justificada, después de todo, Opel había adoptado completamente el tablero y otros detalles interiores del Rekord (que era más barato) y solo actualizarlo con madera productora. Estas medidas de ahorro de costos expresaron claramente que el senador y Monza originalmente solo fueron diseñados como unas variantes de este más potentes y lujosas.
El motor 3.0-E ayudó a Senator y Monza a un rendimiento de conducción superior en comparación con la competencia, pero funcionó relativamente áspero en áreas de mayor velocidad, especialmente en comparación con los seis cilindros BMW en línea que se consideraban ejemplares en ese momento, y sufrían de problemas térmicos durante los viajes de acelerador completos y vibraciones que solo se usaron utilizando un enfriador de aceite de motor y otras medidas en el motor de la serie A2.
El Senator recibió el premio alemán de El Volante de Oro en 1978. La declaración del jurado fue: “Opel ha penetrado en la mejor clase europea con este automóvil. Un lujoso sedán por demandas particularmente altas, con una comodidad de alta conducción, excelente sujeción de carreteras y un motor robusto.”
El inicio de las ventas fue exitoso: de enero a marzo de 1979, se registraron 9.405 nuevas ventas por Senator y Monza se registraron en Alemania, frente a 10.447 Mercedes-Benz Clase S/SLC y 5.462 unidades de BMW Serie 7/6. La cuota de mercado de Senator/Monza en la clase alta fue un buen tercio. Las cifras de ventas cayeron drásticamente debido a la segunda crisis petrolera en el otoño de 1979. En Europa fueron afectados los vehículos con motores de gran volumen, muchos conductores debido al alto consumo de combustible probaron, en su mayoría sin éxito, venderlos a precios razonables para cambiar a vehículos más económicos. Las necesidades de los clientes habían cambiado por lo que ahora en las campañas publicitarias de ambos modelos, donde en lugar de la "forma y función de lema" anterior, el enfoque estaba en el "tema economía/eficiencia energética".
En mayo de 1981, el Senator tuvo una pequeña renovación, que afectó principalmente al interior, para revitalizar el decreciente interés de los compradores. Debido a la inestibilidad que sufrían los retrovisores exteriores de los modelos A1 que se pegaban a los cristales de las ventanillas delanteras cuando el vehículo iba a altas velocidades, se instalaron retrovisores exteriores más grandes y angulares, cabe destacar que ya habían aparecido retrovisores similares en los primeros prototipos. Exteriormente, la gama revisada se reconocía por un estrecho contorno de plástico negro alrededor del borde inferior del spoiler delantero. El interior, que en realidad iba a ser objeto de una revisión a fondo (A2) a finales de 1982 con un nuevo salpicadero y paneles de puertas, ya se había equipado para que los clientes pudieran distinguirlo más claramente del Rekord y del Commodore C (el cual estaba basado en el Rekord con el frontal del Senator), que llevaba en el mercado desde septiembre de 1978. El salpicadero se hizo más macizo, con botones de control de gran formato y una orientación ligeramente inclinada hacia el conductor. Las imitaciones de madera desaparecieron por completo de los tapizados C y CD. El Senator CD tenía ahora un estrecho embellecedor de madera auténtica como extremo superior del rediseñado guarnecido de las puertas.
Mientras tanto, también se podía solicitar un ordenador de a bordo con reloj digital. Aunque el diseño y la ergonomía del interior habían mejorado, seguía habiendo un desfase con respecto a los modelos de la competencia de Mercedes-Benz y BMW en cuanto al acabado y los materiales utilizados.
El anticuado motor de 2.8 litros con carburador se sustituyó por un motor más económico de 2.5 litros con inyección de combustible y 136 CV de potencia, con lo que el Senator 2.5 E pasó a ser el Senator de acceso a la gama. Inicialmente se mantuvo el 3.0 S con carburador, pero se retiró de la gama en julio de 1982, incluso antes de la gran renovación.
Esta serie, conocida como modelo intermedio A1+, sólo se ofreció durante un año y medio, desde mayo de 1981 hasta la aparición de la serie A2, pero no consiguió dar un nuevo impulso a las cifras de ventas.
A pesar de todos sus méritos, el mayor obstáculo para el éxito comercial fue la falta de prestigio de clase alta del Senator y el Monza.
Debido a la parcial afinidad técnica y, sobre todo, visual con el Rekord E, el departamento de marketing de Opel no consiguió dar al Senator en particular una imagen independiente y evitar la percepción involuntaria del Senator como una versión del primero más lujosa. El Monza, como modelo hermano del Senator, sufrió inevitablemente el mismo destino debido al daño de imagen del Senator en la percepción pública, aunque su concepto no tenía rival en el momento de su lanzamiento.
Para muchos clientes tradicionales de Opel, pero también para los potenciales cambiadores de marca, ni una carrocería 22 cm más larga que la del Rekord E con más cromo, confort de conducción y chasis, ni los nuevos precios fuertemente calculados de 23.380 marcos alemanes para el modelo básico Senator 2.8 S hasta los 37.325 marcos para el Senator 3.0 E CD (a partir de septiembre de 1978) eran argumentos de compra convincentes para un vehículo de la clase media alta que, en definitiva, en la opinión pública y en la prensa no tenía prestigio.
La política interna de modelos de Opel también impidió unas cifras de ventas más altas, especialmente para el Senator 2.8 S (de 140 CV), porque tenía competencia adicional en su propia casa en forma del potente y comparativamente económico Rekord 2.0 E (de 110 CV) y el Commodore 2.5 S de seis cilindros (115 CV), ambos ya disponibles por unos 17.000 marcos y, por tanto, unos 6.000 marcos más baratos.
La combinación de falta de prestigio, la segunda crisis del petróleo en 1979 y los problemas de calidad (una prueba de resistencia de 80.000 km con un Senator 3.0 E terminó con un resultado desastroso para Opel debido a múltiples fallos graves del motor) hizo que las cifras de ventas se vieran sometidas a una gran presión ya en los primeros años de producción (durante la segunda crisis del petróleo, un Senator o un Monza no se vendían en absoluto o sólo con grandes descuentos) y, especialmente como coches usados, estos dos modelos sufrieron una dramática pérdida de valor y ya estaban en manos de segundos propietarios como gangas baratas, poco cuidadas y rápidamente desgastadas.

### Senator A2 (1982-1986)

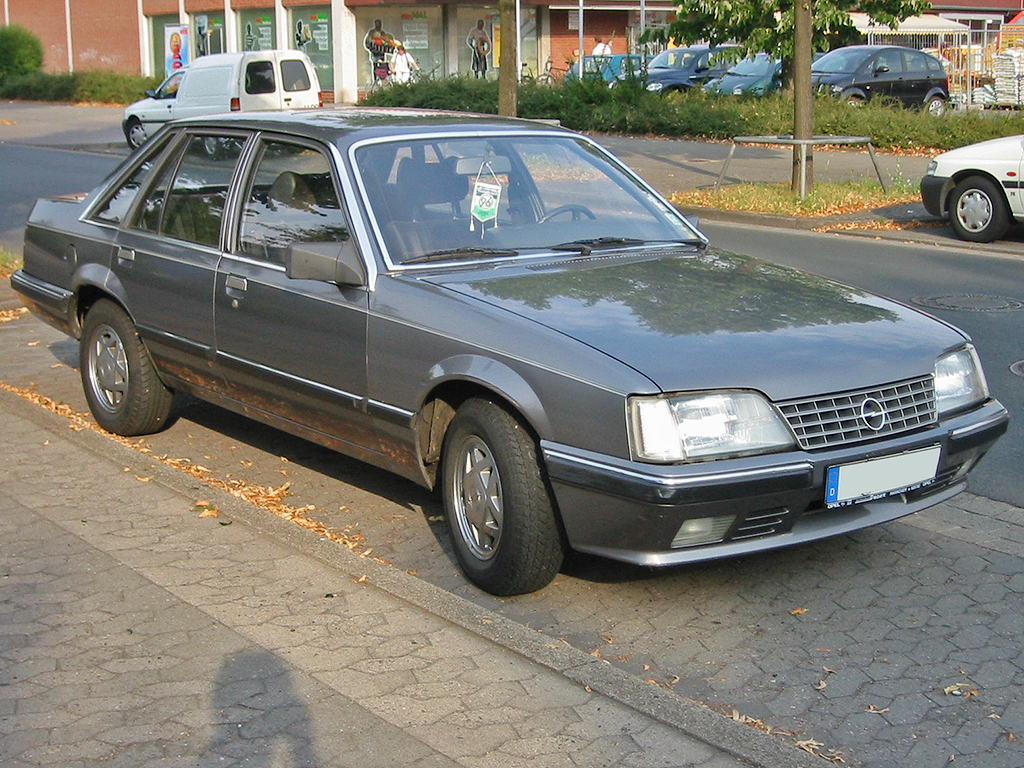
Opel Senator A2

Opel se enfrentó a una competencia cada vez más fuerte en el segmento de las berlinas grandes de tamaño medio a principios de la década de 1980. Mientras que Mercedes-Benz y BMW habían sido los principales competidores hasta entonces, el Audi 100 y varios otros modelos de nuevos rivales se unieron a la contienda.
En una última gran prueba comparativa de la revista auto motor und sport (números 11 y 12, 2 de junio de 1982), el Senator A1 tuvo que enfrentarse al Mercedes-Benz 280 E, al BMW 528i y al nuevo Volvo 760 GLE después de cuatro años de construcción y sólo consiguió el tercer puesto en la clasificación final (1.º puesto: Mercedes-Benz 537 puntos, 2.º puesto: BMW 534 puntos, 3.º puesto: Opel 525 puntos, 4.º puesto: Volvo 499 puntos).
Las principales quejas eran la calidad media de la carrocería y el motor 3.0 E, a veces poco refinado. Aunque el Senator ganó la categoría de confort de conducción, fue derrotado por BMW y Mercedes-Benz en la categoría de características de conducción, en la que había establecido nuevos estándares cuando se lanzó en 1978.
En la conclusión de la prueba se citó: "El gran Opel está un poco anticuado, le falta evidentemente un cuidado específico del modelo. Aparte de su ejemplar confort de marcha, no tiene cualidades sobresalientes. Sus mayores inconvenientes: un acabado mediocre y un motor poco refinado".
Así, tras la actualización del modelo en noviembre de 1982, se introdujeron el Senator A2 y el Monza A2, que estuvieron disponibles a partir de marzo de 1983. Además, ahora se ofrecía un turbodiésel de 2.3 litros con 86 CV de potencia, disponible con cambio manual y automático.
A principios de los años 80, los temas del ahorro de energía y la aerodinámica asociada empezaban a ocupar un lugar destacado en el desarrollo técnico de los nuevos modelos de turismos.
Con un coeficiente de resistencia aerodinámica (Cw) de 0,45, el Senator y el Monza no pasaban de la media, lo que obligó a Opel a adaptar los diseños, que sólo tenían cuatro años, a las nuevas condiciones del mercado.
Para reducir la resistencia al aire en aproximadamente un 10 %, fue necesario realizar cambios en la carrocería. La parte delantera del coche se modificó y ahora se parecía aún más a la del Rekord E2, que también se levantó posteriormente. Las llantas de aluminio Ronal se sustituyeron por llantas en "diseño de bola de lana". La parte trasera se elevó ligeramente y entre los pilotos traseros se instaló un portón adaptado al estilo estadounidense. La matrícula se colocó entre los dos extremos del parachoques, en la parte inferior de este, antes cromados y ahora completamente de plástico. El interior se tomó en gran parte del llamado modelo intermedio A1, incluyendo nuevas decoraciones y diseños de tapicería. El motor 3-0-E recibió un refrigerador de aceite, un cigüeñal rediseñado para aumentar su durabilidad bajo situaciones de grandes esfuerzos y un sistema de inyección mejorado Bosch LE-Jetronic.
El motor básico era ahora el 2.0 E con un motor de cuatro cilindros y 2.0 litros con inyección de combustible desarrollando 110 CV de potencia, procedente del Rekord E el cual se vendió poco después con 115 CV.
Además, a partir de agosto de 1983 hubo un sistema antibloqueo de frenos opcional en el Senator, que se incorporó de serie en el CD.
En febrero de 1984, el Senator CD recibió un tacómetro digital y en octubre de este año, el 2.5 E de 136 CV fue sustituido en octubre de 1984 por el 2.5 i, que ofrecía más par y ahora tenía 140 CV de potencia.
También en este mismo mes, el 2.0 E fue sustituido por el 2.2 i de mayor par y 115 CV de potencia. Al mismo tiempo, el cambio automático de 3 velocidades se sustituyó por uno de 4.
A partir de marzo de 1985, el motor diésel de 2.3 litros de 95 CV sobrealimentado con un sobrealimentador Comprex podía pedirse como alternativa al 2.3 TD en una serie especial de sólo 700 unidades. El Senator Comprex diésel estaba disponible exclusivamente con una caja de cambios manual de cinco velocidades. Como característica especial, el fabricante que figuraba en la placa de características no era Opel, sino su casa asociada para preparar versiones de alto rendimiento: Irmscher Automobilbau. El cargador de eje a presión Comprex fue desarrollado por BBC. Todas las variantes diésel del Senator se reconocían desde lejos por una joroba en el capó debido a la mayor altura del motor.
En septiembre de 1985 se introdujo un motor de 3.0 litros con catalizador controlado, el 3.0 i de 156 CV de potencia. El motor tenía una relación de compresión reducida y, por tanto, era apto para funcionar con gasolina normal sin plomo.
Auto Bild comparó el Senator C 2.5i en 1986 con el Saab 9000i 16, el Ford Scorpio 2.8i GL, el Audi 100 CD 2.2, el Mercedes-Benz 230 E y el BMW 525i. El Senator quedó quinto por detrás de Saab, Ford, Audi y Mercedes-Benz, y por encima del BMW. La valoración del Senator fue: "El Opel Senator se mantuvo firme frente a sus competidores en todas las evaluaciones técnicas sin ninguna debilidad seria. Sólo el equipamiento menos lujoso hace que haya descendido al quinto puesto en la clasificación general".
Los últimos Senator/Monza A se fabricaron en junio de 1986. Para cubrir el tiempo hasta la aparición de la segunda generación, conocida con el código de Senator B, las ventas del Senator A continuaron durante algo menos de un año. De enero a abril de 1987, sólo se vendieron 590 unidades, mientras que en el mismo periodo se vendieron 7067 unidades de la Mercedes-Benz Clase S.
Las cifras de ventas de la serie A2 fueron significativamente peores que las de los modelos A1, a pesar de todas las medidas de actualización que se aplicaron. La imagen de ambas series se diluyó aún más por la orientación "hacia abajo" mediante el uso de motores de cuatro cilindros y se hizo aún más difícil de comprender para los clientes. Si los modelos A1 todavía podían considerarse en la percepción pública (al menos inicialmente) como legítimos sucesores de la última serie KAD de la clase de lujo de Opel, este nimbo había pasado en la década de 1980.
Cabe destacar que el motor más rápido era el de 3.0 litros, el Monza fue el coche más rápido de Opel que se había construido hasta entonces, capaz de alcanzar velocidades de 215 km/h y 0-100 km/h en 8,5 segundos. En junio de 1981, el combustible inyectado 2.5E motor también se utiliza en el Commodore pequeño que fue agregado a la formación Senator/Monza. Con 136 CV (100 kW) era muy cerca de la ahora irrelevante 2.8 y sus 140 CV (100 kW), y el 2.8 S se interrumpió en 1982.
Una conversión de tracción en las cuatro ruedas también estaba disponible, diseñada por Ferguson, que habían declarado previamente modificaciones similares para el Jensen FF.

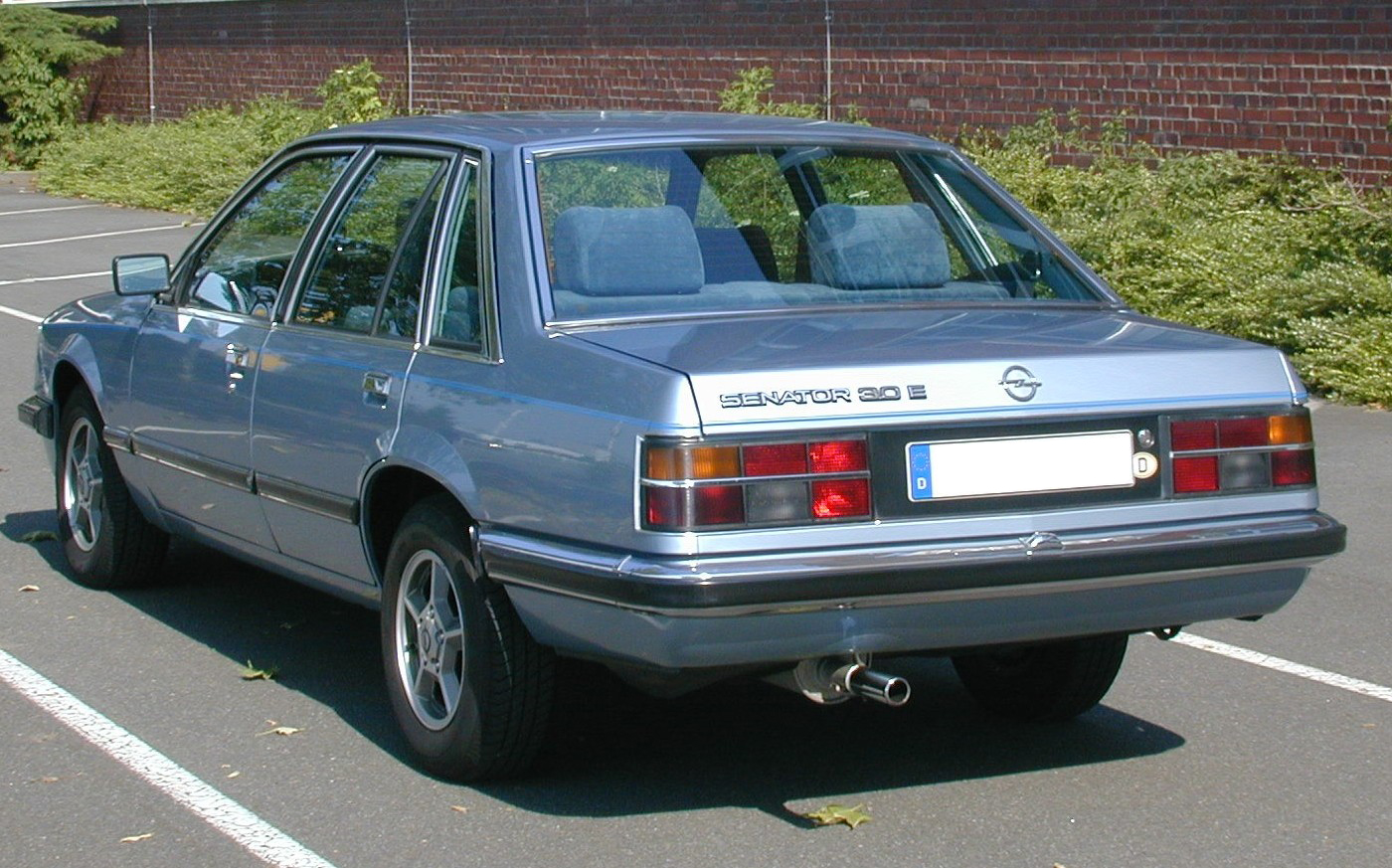
Senator A1 (1978-1982) vista trasera
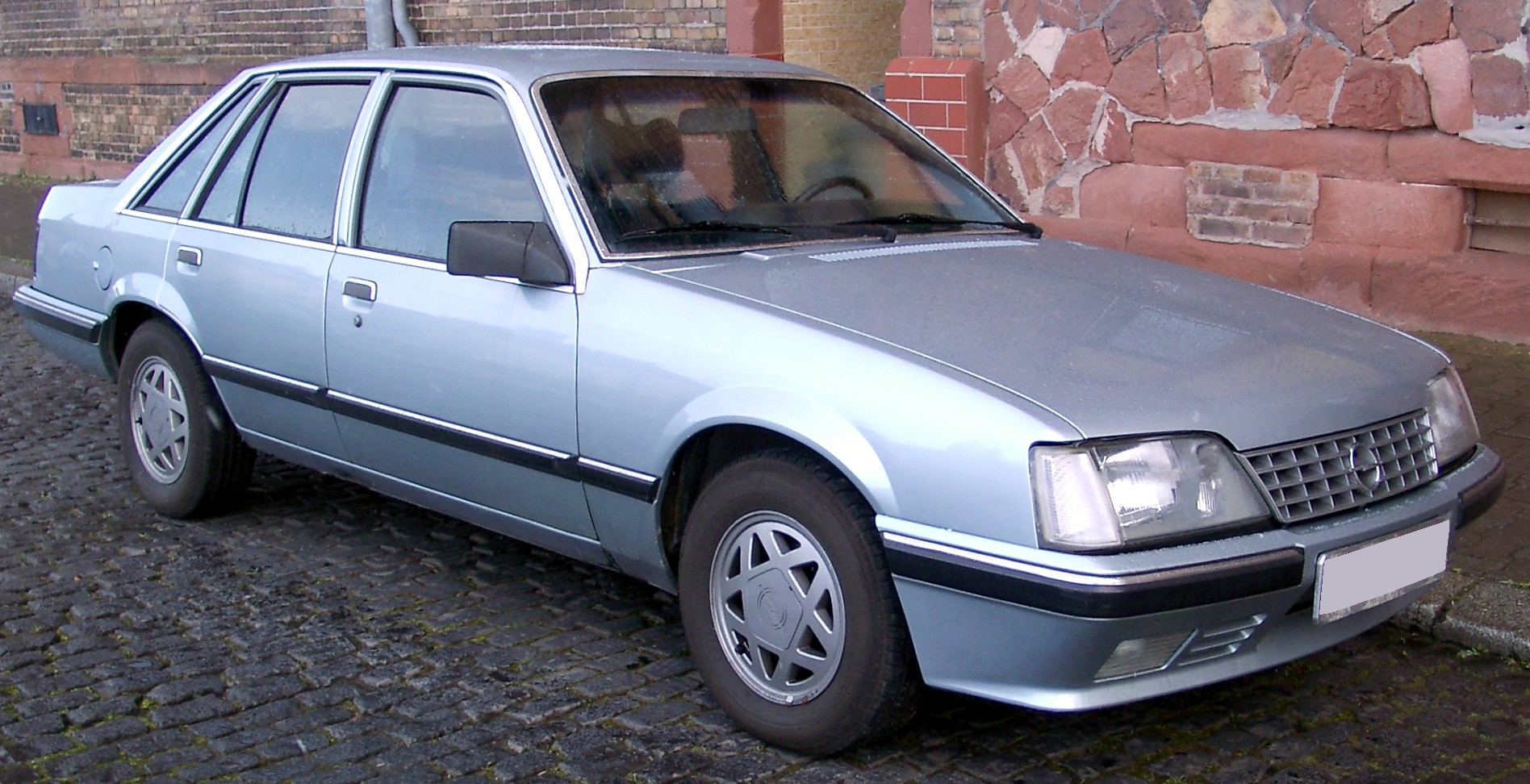
Senator A2 (1982-1986)
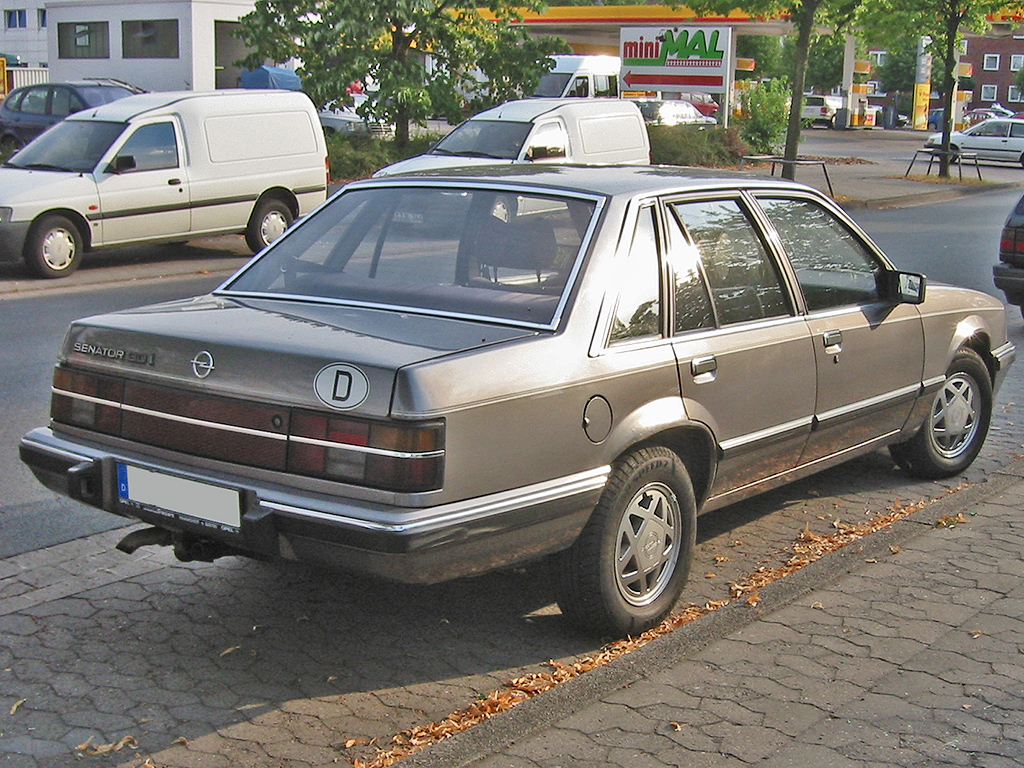
Senator A2 (1982-1986) vista trasera

### Tabla de motores
| Modelo        | Tipo        | Cilindrada | Rendimiento                | Torque            | Tiempos         |
| ------------- | ----------- | ---------- | -------------------------- | ----------------- | --------------- |
| 2.0 E         | 4 cilindros | 1979 cm³   | 85 kW (115 PS) a 5600/min  | 160 Nm a 4200/min | 11/1982–10/1984 |
| 2.2 i         | 4 cilindros | 2197 cm³   | 85 kW (115 PS) a 4800/min  | 182 Nm a 2600/min | 10/1984–06/1986 |
| 2.5 E         | 6 cilindros | 2461 cm³   | 100 kW (136 PS) a 5600/min | 185 Nm a 4600/min | 05/1981–10/1984 |
| 2.5 i         | 6 cilindros | 2461 cm³   | 103 kW (140 PS) a 5200/min | 205 Nm a 4000/min | 10/1984–06/1986 |
| 2.8 S         | 6 cilindros | 2784 cm³   | 103 kW (140 PS) a 5200/min | 218 Nm a 3500/min | 02/1978–04/1981 |
| 3.0 S         | 6 cilindros | 2969 cm³   | 110 kW (150 PS) a 5200/min | 230 Nm a 3400/min | 02/1978–07/1982 |
| 3.0 E         | 6 cilindros | 2969 cm³   | 132 kW (180 PS) a 5800/min | 248 Nm a 4500/min | 02/1978–06/1986 |
| 3.0 i         | 6 cilindros | 2969 cm³   | 115 kW (156 PS) a 5600/min | 225 Nm a 4200/min | 09/1985–06/1986 |
| 2.3 TD        | 4 cilindros | 2244 cm³   | 63 kW (86 PS) a 4200/min   | 192 Nm a 2300/min | 03/1983–06/1986 |
| 2.3 Comprex D | 4 cilindros | 2244 cm³   | 70 kW (95 PS) a 4200/min   | 195 Nm a 2400/min | 10/1984–06/1986 |

Bajo pedido, también había motores de Mantzel o Irmscher con 3.6 litros y 200 CV de potencia.

## Senator B (1987-1993)
El Senator B se presentó en mayo de 1987 y estuvo disponible a partir de septiembre de este año. Se comercializó como un sedán de cuatro puertas con portón trasero basado en el Omega A, no hubo un Monza equivalente, aunque aparte de esa carrocería llegó a existir una versión descapotable, una de las casas preparadoras de Opel, Keinath produjo unos pocos ejemplares de un descapotable de dos puertas.
Inicialmente, en la gama de motores estaban disponibles los motores de inyección, uno de 2.5 litros con 140 CV de potencia y los derivados de la primera generación: el de 3.0 litros sin catalizador desarrollando unos 177 CV de potencia proveniente de la anterior generación y el motor  de 3.0 litros con catalizador controlado desarrollando 156 CV de potencia. A principios de 1988, se añadió una versión más potente de 3.0 litros con catalizador controlado y 177 CV También llegó a haber un motor turbodiésel de 2.3 litros.
A principios de 1988, se añadió una versión más potente de 3.0 litros con catalizador controlado y desarrollando 177 CV de potencia.
En octubre de 1989, se introdujo el motor de 24 válvulas de 3.0 litros, con el sistema de admisión variable (Dual-Ram), desarrollando 204 CV, comparados con los 177 CV de la versión anterior de 12 válvulas. Al mismo tiempo, se llevó a cabo una actualización del modelo en la que el Senator B recibió una carrocería más baja, luces traseras de color oscuro y un alerón trasero. Se añadió un nuevo motor turbodiésel de 4.0 litros.
A partir de marzo de 1990, se añadió el motor de altas prestaciones preparado por Irmscher de 4.0 litros y 24 válvulas estaba disponible con 272 CV de potencia.
En septiembre de 1990, se retiraron de la gama los motores sin catalizador y el motor de 3.0 litros de 156 CV. En su lugar, el motor de 2.6 litros con doble árbol de levas de 150 CV pasó a ser el motor más pequeño del Senator B.
En mayo de 1993 cesa la producción del Senator, tras seis años de fabricación y 69.943 unidades producidas. La generación que estaba por venir del Opel Omega se convirtió en el siguiente buque insignia de Opel, alargando considerablemente su tamaño y su equipamiento y acabados. Sería el sucesor del Senator para hacer frente a la cada vez más creciente competencia en las berlinas de lujo.

### Diseño
Comparado con el Omega A, el Senator B es 15,8 cm más largo, 0,9 cm más estrecho y 0,5 cm más alto, con una distancia entre ejes invariable. La carrocería del Senator B es aerodinámica y las ventanillas quedan planas en el exterior. El valor del coeficiente de resistenia es de 0,30, ligeramente superior al 0,28 del Omega A.
Una característica distintiva del Senator B es la gran rejilla del radiador, mientras que el Omega A tiene un frontal liso con una estrecha entrada de aire de refrigeración. Los cortes de las ruedas traseras del Senator B son redondos en lugar de cuadrados. Las ventanillas laterales triangulares traseras son más grandes en el Senator B que en el Omega A. Los intermitentes delanteros no están situados junto a los faros, sino debajo del parachoques, junto a los faros antiniebla. El Senator B también se distingue del Omega A por sus grandes faros traseros divididos. Los faros traseros del Senator B también fueron utilizados por Bristol Cars para el deportivo Bristol Blenheim, producido entre 1993 y 2008.
A diferencia del Senator A, el logotipo de Opel no está en la parrilla del radiador, sino en el capó. La rejilla del radiador gira hacia arriba con el capó.
En 1987, Auto Bild describió el aspecto del Senator B como "una mezcla de lo viejo y lo nuevo: RO 80 delante, Audi 100 detrás".

### Equipamiento y tecnología
El Senator B se ofrecía inicialmente en dos variantes de equipamiento: Senator y Senator CD.
El equipamiento básico del Senator B incluye un sistema antibloqueo de frenos y un Servotronic de ZF, que regula la potencia de la dirección asistida en función de la velocidad de conducción. Mientras que la dirección es suave a baja velocidad, se vuelve más firme a medida que aumenta la velocidad. Auto Bild describió el Servotronic en 1987 como "una novedad para los coches alemanes", introducido ya antes en el BMW Serie 7 (E32). Auto Bild criticó que el Servotronic "parece un poco esponjoso a alta velocidad". Según un técnico de ZF, el Servotronic del Senator estaba "más cómodamente afinado que el del BMW".
De serie, el Senator B se entregaba con una transmisión manual de 5 velocidades. Opcionalmente, se ofrecía un cambio automático de 4 velocidades controlado electrónicamente con tres programas: Power, Economy y Winter, mientras que en el equipamiento CD incluía el automático de serie. Además, el equipamiento CD incluía radio, velocímetro digital, elevalunas eléctricos y control electrónico del chasis. Una rueda situada en el salpicadero permite seleccionar tres reglajes: normal, deportivo y confortable. En función de la configuración, los amortiguadores se vuelven más duros o más blandos.

### Recepción
La prensa y la literatura especializadas daban fe de las cualidades de clase alta del Senator B. El hecho de que, a pesar de todo, no lograra imponerse en el mercado de las grandes berlinas frente a sus competidores se atribuyó a su falta de imagen, así como a su similitud con el Omega A.
Auto Bild escribió en 1987: "El nuevo Senator es un coche muy bueno. Desde el punto de vista técnico, satisface las exigencias de la clase de lujo", y nombraba como competidores al Mercedes-Benz 300 E y al Audi 100/200.
Auto Bild comparó el Senator 3.0i CD 1987 con el Audi 200 Turbo, el BMW 730i, el Ford Scorpio 2.9i Ghia y el Mercedes-Benz 260 SE. El Senator quedó segundo por detrás del BMW y a la par del Mercedes-Benz. La valoración del Senator fue: "El Opel agrada con muchas soluciones de detalles modernos que no se ven a primera vista (por ejemplo, la transmisión controlada electrónicamente). Se conduce con mucha seguridad y comodidad. Lo que le falta es carisma". El precio del Senator CD, de unos 60.000 marcos alemanes, era ligeramente inferior al del BMW 730i y ligeramente superior al del Mercedes-Benz 260 SE y el Audi 200 Turbo. En su acabado básico, que costaba unos 45.000 DM, el Senator era comparable en precio al Ford Scorpio 2.9i Ghia.
El ADAC escribió en 1991: "El mayor de Opel no lo tiene fácil en la clase de lujo del automóvil. Carece de la imagen de productos comparables de Múnich o Stuttgart, pero no de su calidad".

### Calidad
Auto Bild publicó en 1998 una prueba de coches usados del Senator B. Según esta prueba, el 3.0 litros de 24 válvulas (204 CV) tendía a agrietar la junta de culata. Además, el cigüeñal era demasiado pequeño para la potencia del motor. Los motores más débiles de 3,0 litros y 12 válvulas tenían una vida útil más larga. En los modelos de 2,6 litros se produjeron daños aislados en los taqués y el árbol de levas. Auto Bild llegó a la siguiente conclusión: "La clase Senator es la que ofrece más coches por menos dinero. El óxido no es un problema, el cambio automático funciona suave y ágilmente con el sólido motor de 177 CV, y hay mucho confort. Los puntos débiles típicos son las fugas de aceite, las bombas de agua defectuosas y los discos de freno desgastados. Molestos son el mal acabado, el traqueteo de los indicadores y los fallos del cierre centralizado. Por lo demás, clase ejecutiva impecable, sólo que sin imagen".

En otoño de 2002, Opel llevó a cabo una campaña de servicio para el Senator B. Se sustituyó gratuitamente el intercambiador de calor de la calefacción, ya que la unidad instalada originalmente tendía a tener fugas a altas velocidades continuas. Los afectados fueron los Senator B del año de modelo 1991, que estaban equipados con aire acondicionado. Dado que las piezas no eran relevantes para la seguridad, la Autoridad Federal de Transporte por Automóvil no procedió a una llamada a revisión oficial.

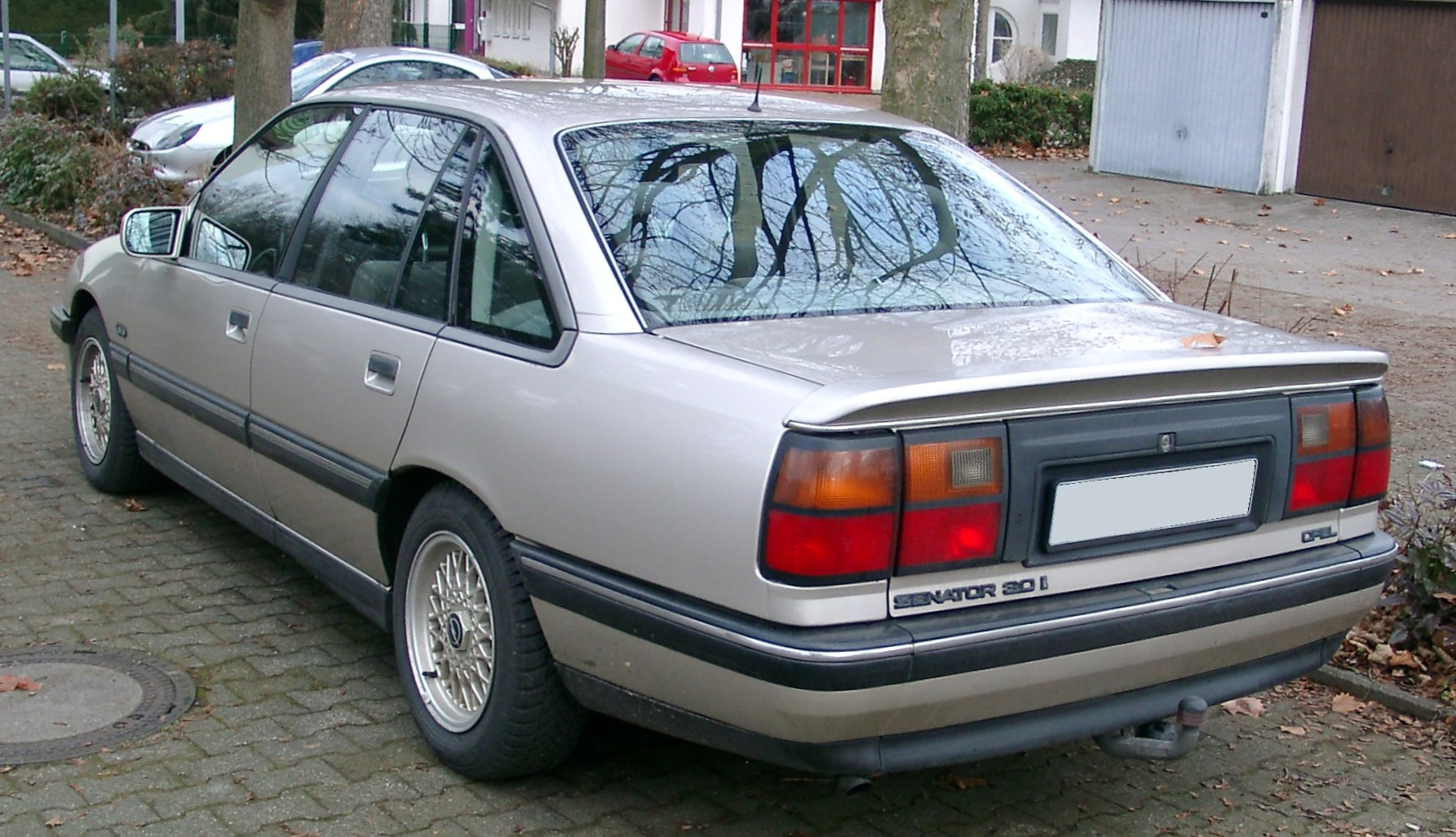
Senator B vista trasera
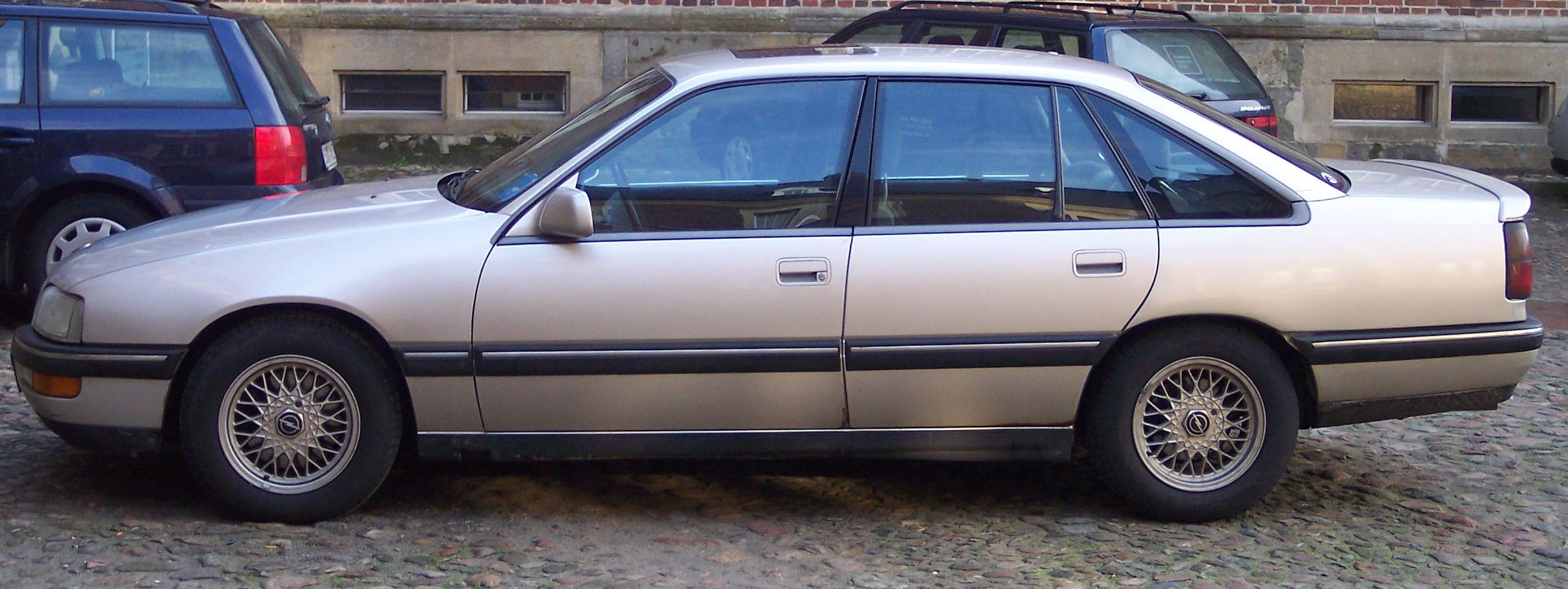
Senator B vista lateral

### Tabla de motores
| Datos técnicos del Opel Senator B (1987–1993) |                                                                                                |                                                                                                |                                                                                                |                                                                                     |                                                                                     |
| Opel Senator                                  | 2.5 i 25NE                                                                                     | 2.6 i C26NE                                                                                    | 3.0 i C30NE                                                                                    | 3.0 i C30SE                                                                         | Irmscher 4.0 i C40SE                                                                |
| Máquina:                                      | I-6 – 12V                                                                                      | I-6 – 12V                                                                                      | I-6 – 12V                                                                                      | I-6 – 24V                                                                           | I-6 – 24V                                                                           |
| Desplazamiento:                               | 2490 cc                                                                                        | 2594 cc                                                                                        | 2969 cc                                                                                        | 2969 cc                                                                             | 3983 cc                                                                             |
| Diámetro x Carrera:                           | 87 x 69,8 mm                                                                                   | 88,8 x 69,8 mm                                                                                 | 95 x 69,8 mm                                                                                   | 95 x 69,8 mm                                                                        | 98 x 88 mm                                                                          |
| Potencia Máxima @ rpm:                        | 140 PS (103 kW) @ 5200                                                                         | 150 PS (110 kW) @ 5600                                                                         | 156 PS (115 kW) @ 5400 177 PS (130 kW) @ 5800                                                  | 204 PS (150 kW) @ 6000                                                              | 272 PS (200 kW) @ 5800                                                              |
| Par Máximo @ rpm:                             | 201 N·m (148 lb·ft) @ 4000                                                                     | 216 N·m (159 lb·ft) @ 3600                                                                     | 200 N·m (148 lb·ft) @ 3900 235 N·m (173 lb·ft) @ 4400                                          | 265 N·m (195 lb·ft) @ 3600                                                          | 387 N·m (285 lb·ft) @ 3300                                                          |
| Inyección:                                    | Multipunto (Bosch LE-Jetronic)                                                                 | Multipunto (Bosch LE-Jetronic)                                                                 | Multipunto (Bosch Motronic)                                                                    | Multipunto (Bosch Motronic)                                                         | Multipunto (Bosch Motronic)                                                         |
| Enfriamiento:                                 | Agua                                                                                           | Agua                                                                                           | Agua                                                                                           | Agua                                                                                | Agua                                                                                |
| Transmisión:                                  | 4 velocidades automática, 5 velocidades manual                                                 | 4 velocidades automática, 5 velocidades manual                                                 | 4 velocidades automática, 5 velocidades manual                                                 | 4 velocidades automática, 5 velocidades manual                                      | 5 velocidades manual                                                                |
| Frenos:                                       | Delanteros: discos de freno ventilados Ø 280 mm, traseros: discos de freno ventilados Ø 270 mm | Delanteros: discos de freno ventilados Ø 280 mm, traseros: discos de freno ventilados Ø 270 mm | Delanteros: discos de freno ventilados Ø 280 mm, traseros: discos de freno ventilados Ø 270 mm | Delanteros: discos de freno ventilados Ø 296 mm, traseros: discos de freno Ø 270 mm | Delanteros: discos de freno ventilados Ø 296 mm, traseros: discos de freno Ø 270 mm |
| Estructura del cuerpo:                        | Chapa de acero, construcción unicuerpo.                                                        | Chapa de acero, construcción unicuerpo.                                                        | Chapa de acero, construcción unicuerpo.                                                        | Chapa de acero, construcción unicuerpo.                                             | Chapa de acero, construcción unicuerpo.                                             |
| Vía delantera/trasera:                        | 1462/1484 mm                                                                                   | 1462/1484 mm                                                                                   | 1462/1484 mm                                                                                   | 1462/1484 mm                                                                        | 1462/1484 mm                                                                        |
| Distancia entre ejes:                         | 2730 mm                                                                                        | 2730 mm                                                                                        | 2730 mm                                                                                        | 2730 mm                                                                             | 2730 mm                                                                             |
| Longitud:                                     | 4845 mm                                                                                        | 4845 mm                                                                                        | 4845 mm                                                                                        | 4845 mm                                                                             | 4845 mm                                                                             |
| Peso en seco:                                 | 1440–1640 kg                                                                                   | 1440–1640 kg                                                                                   | 1440–1640 kg                                                                                   | 1440–1640 kg                                                                        | 1440–1640 kg                                                                        |
| Velocidad máxima:                             | 210 km/h (130 mph)                                                                             | 215 km/h (134 mph)                                                                             | 225 km/h (140 mph)                                                                             | 240 km/h (149 mph)                                                                  | 255 km/h (158 mph)                                                                  |
| 0–100 km/h:                                   | 10.5 s                                                                                         | 9.8 s                                                                                          | 9 s                                                                                            | 7.8 s                                                                               | 6.5 s                                                                               |
| Consumo de combustible:                       | 13.0 l                                                                                         | 12.5 l                                                                                         | 13,0–13.5 l                                                                                    | 12.5 l                                                                              | 14.5 l                                                                              |